# 쩐반쯔엉
쩐반쯔엉(베트남어: Trần Văn Chương, 1898년 6월 2일 ~ 1986년 7월 24일)은 베트남의 정치인이다. 1960년대 초까지 미국의 남베트남 대사를 역임했다.
1920년 주 미국 베트남 대사로 파견되어, 주 미국 남베트남대사로 활동하다가 1963년에 응오딘지엠의 반불교정책에 항의하여 사퇴하였다. 응오딘지엠의 동생 응오딘뉴의 처이자, 남베트남 초대 퍼스트레이디인 쩐레쑤언의 친정아버지이다.

## 생애
응우옌 왕조의 관료 집안 출신으로 그는 일찍이 프랑스령 인도차이나 시절에 법학을 전공했다. 응우옌 왕족인 티난쩐(탄통후에의 딸)과 결혼하여 1남 2녀를 가졌다.
1920년대에 내각의 외무대신이 되었다가 주 미국대사로 파견되었다. 그러나 1963년 응오딘지엠의 반불교 정책에 항의하여 사퇴하였다.
1963년 11월 1일 미국 체류 중 사위 응오딘뉴와 응오딘지엠의 사형 소식을 접하고 미국로 망명을 하였다. 1986년 7월 24일 워싱턴 D.C 의 자택에서 아내와 함께 목이 졸린 채 시신으로 발견되었다. 한때 아들 쩐반키엠이 용의자로 지목되었으나 혐의없음으로 밝혀졌다. 시신은 워싱턴 D.C의 락 크릭 묘지에 안장되었다.